# 巴特菲爾德 (明尼蘇達州)
巴特菲爾德（英語：Butterfield）是一個位於美國明尼蘇達州沃通旺縣的城市。

## 歷史
巴特菲爾德於1872年設立，1885年4月5日升格為城市。此地得名自當地地主威廉·巴特菲爾德（William Butterfield）。

## 人口
根據2020年美國人口普查的數據，巴特菲爾德的面積為1.05平方千米，皆為陸地。當地共有人口601人，而人口密度為每平方千米572人。